# Katangski rajon
Der Katangski rajon (russisch Катангский райо́н) ist ein administrativer Rajon, einer der dreiunddreißig in der Oblast Irkutsk, in Russland. Die Fläche des Rajon beträgt 139.043 km². Sein Verwaltungssitz ist das Dorf (selo) Jerbogatschon. Die Bevölkerung belief sich im Jahr 2002 auf 4.579 und sank bis 2010 auf 3.779. Die Bevölkerung des Verwaltungszentrums Jerbogatschon macht etwa 52,0 % der gesamten Bevölkerung des Rajons aus.